# Golden Chinatown / Sayonara Usotsuki no Watashi
Singles de Berryz Kōbō
Asian Celebration
(2013) Motto Zutto Issho ni Itakatta (...)
(2013)
Golden Chinatown / Sayonara Usotsuki no Watashi (ゴールデン チャイナタウン／サヨナラ ウソつきの私) est le 32e single du groupe de J-pop Berryz Kōbō (en excluant les collaborations), sorti en 2013.

## Production
Le single, écrit, composé et produit par Tsunku, sort le 19 juin 2013 au Japon sur le label Piccolo Town, trois mois après le précédent single du groupe, Asian Celebration. Il atteint la 6e place du classement de l'Oricon, et reste classé pendant quatre semaines. Il sort également dans quatre éditions limitées avec des pochettes différentes, notées "A", "B" et "C" avec chacune en supplément un DVD différent, et "D" sans DVD.
C'est un single "double face A" contenant deux chansons principales et leurs versions instrumentales ; le groupe en avait déjà sorti trois en 2009-2010. Deux éditions DVD "Event V" consacrées à chacune des chansons seront également vendues lors de prestations du groupe.
La première chanson, Golden Chinatown, figurera sur la compilation du groupe Special Best Vol.2 qui sort huit mois plus tard.

## Formation
Membres créditées sur le single :
- Saki Shimizu
- Momoko Tsugunaga
- Chinami Tokunaga
- Māsa Sudō
- Miyabi Natsuyaki
- Yurina Kumai
- Risako Sugaya

## Liste des pistes
Toutes les chansons sont écrites et composées par Tsunku.
| 1. | Golden Chinatown (ゴールデン チャイナタウン)                            | 5:05 |
| 2. | Sayonara Usotsuki no Watashi (サヨナラ ウソつきの私)                    | 4:32 |
| 3. | Golden Chinatown (Instrumental) (ゴールデン チャイナタウン ...)         | 5:05 |
| 4. | Sayonara Usotsuki no Watashi (Instrumental) (サヨナラ ウソつきの私 ...) | 4:32 |

| 1. | Golden Chinatown (Music Video) (ゴールデン チャイナタウン ...)     |  |
| 2. | Golden Chinatown (Dance Shot Ver.) (ゴールデン チャイナタウン ...) |  |

| 1. | Sayonara Usotsuki no Watashi (Music Video) (サヨナラ ウソつきの私 ...)     |  |
| 2. | Sayonara Usotsuki no Watashi (Dance Shot Ver.) (サヨナラ ウソつきの私 ...) |  |

| 1. | Golden Chinatown (Close-up Ver.) (ゴールデン チャイナタウン ...)         |  |
| 2. | Sayonara Usotsuki no Watashi (Close-up Ver.) (サヨナラ ウソつきの私 ...) |  |
| 3. | Making Eizô (メイキング映像) (making of)                                 |  |

| 1. | Golden Chinatown (Shimizu Saki Solo Ver.) (ゴールデン チャイナタウン ...)     |  |
| 2. | Golden Chinatown (Tsugunaga Momoko Solo Ver.) (ゴールデン チャイナタウン ...) |  |
| 3. | Golden Chinatown (Tokunaga Chinami Solo Ver.) (ゴールデン チャイナタウン ...) |  |
| 4. | Golden Chinatown (Sudo Maasa Solo Ver.) (ゴールデン チャイナタウン ...)       |  |
| 5. | Golden Chinatown (Natsuyaki Miyabi Solo Ver.) (ゴールデン チャイナタウン ...) |  |
| 6. | Golden Chinatown (Kumai Yurina Solo Ver.) (ゴールデン チャイナタウン ...)     |  |
| 7. | Golden Chinatown (Sugaya Risako Solo Ver.) (ゴールデン チャイナタウン ...)    |  |

| 1. | Sayonara Usotsuki no Watashi (Shimizu Saki Solo Ver.) (サヨナラ ウソつきの私 ...)     |  |
| 2. | Sayonara Usotsuki no Watashi (Tsugunaga Momoko Solo Ver.) (サヨナラ ウソつきの私 ...) |  |
| 3. | Sayonara Usotsuki no Watashi (Tokunaga Chinami Solo Ver.) (サヨナラ ウソつきの私 ...) |  |
| 4. | Sayonara Usotsuki no Watashi (Sudo Maasa Solo Ver.) (サヨナラ ウソつきの私 ...)       |  |
| 5. | Sayonara Usotsuki no Watashi (Natsuyaki Miyabi Solo Ver.) (サヨナラ ウソつきの私 ...) |  |
| 6. | Sayonara Usotsuki no Watashi (Kumai Yurina Solo Ver.) (サヨナラ ウソつきの私 ...)     |  |
| 7. | Sayonara Usotsuki no Watashi (Sugaya Risako Solo Ver.) (サヨナラ ウソつきの私 ...)    |  |